# معاهدة رشت

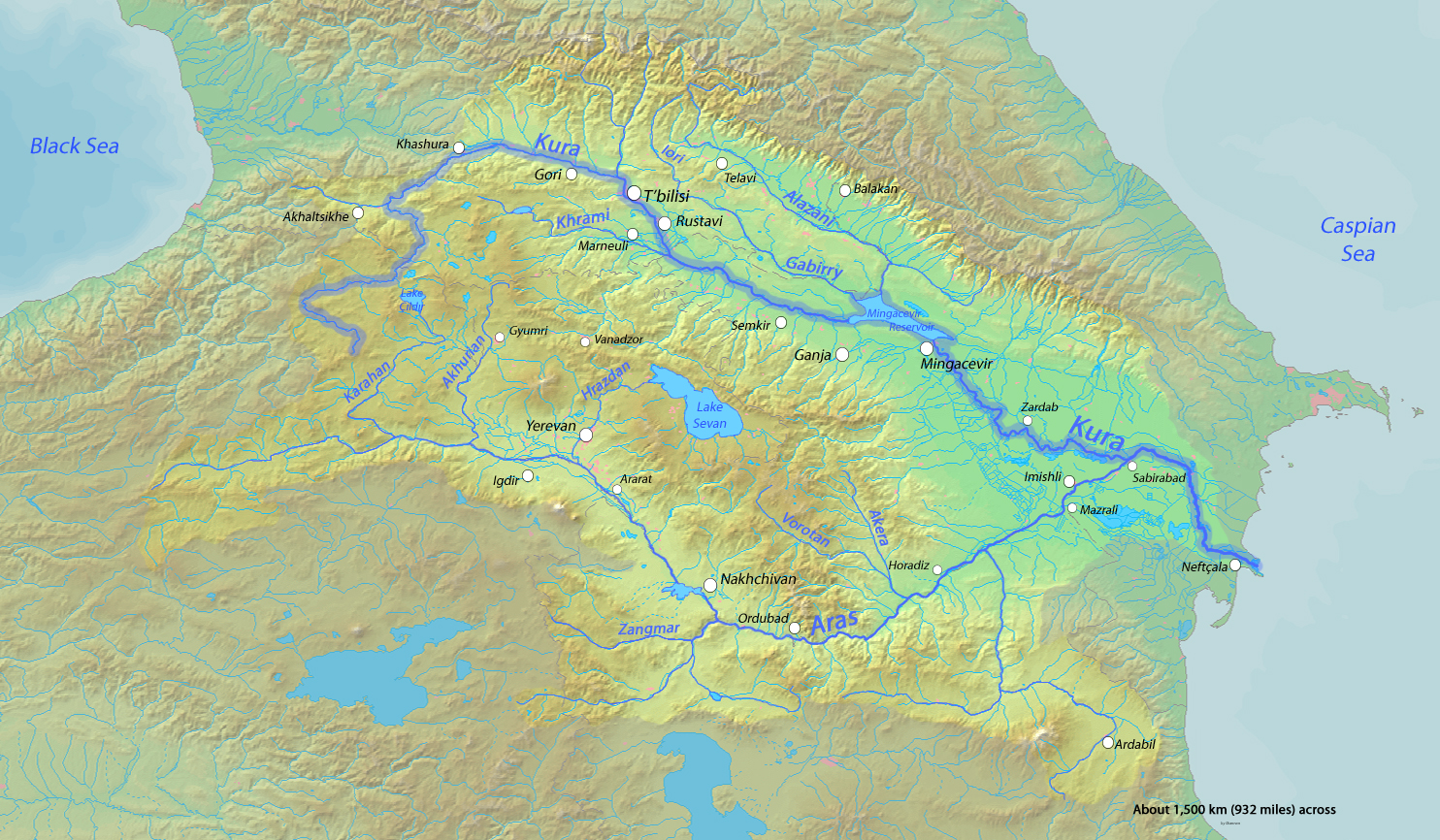
نهر كورا

## الخلفية التاريخية
الحرب الصفوية الروسية (1722-1723) والمعروفة عند الروس بالحملة الفارسية لبطرس الأكبر،  الحرب بين روسيا وبلاد فارس (إيران الصفوية)، نجمت عن محاولة القيصر لتوسيع النفوذ الروسي في بحر قزوين ومناطق القوقاز ومنع المنافس الأخطر الإمبراطورية العثمانية، من أي مكاسب إقليمية في المنطقة على حساب الدولة الصفوية الضعيفة.
نتيجة خسارة الحرب تنازل الصفويين عن الكثير من أراضيهم في شمال القوقاز وجنوب القوقاز، وشمال بلاد فارس لروسيا.

## المعاهدة
تم التوقيع على معاهدة رشت بين الإمبراطورية الروسية والدولة الصفوية الفارسية في مدينة رشت جنوب بحر قزوين بتاريخ 21 كانون الثاني 1732. ووفقا لهذه المعاهدة تنازلت روسيا عن مطالبتها عن أي إقليم جنوب نهر كورا في القوقاز. وشملت هذه عودة دربند، باكو، والمحافظات جيلان، مازندران، , أسترباد إلى الصفويين ،الأراضي التي غزاها بطرس الأكبر في 1720 . في المقابل، الفرس، والآن بحكم الأمر الواقع يحكمها الناجح عسكريا نادر شاه منح امتيازات تجارية للتجار الروس ووعد بأعادة الملك الجورجي فاختانغ السادس، الذي يقيم في المنفى في روسيا، على عرش كارتلي بأسرع ما يمكن بعد طرد القوات العثمانية من ذلك البلد. تم تأكيد الأحكام بموجب معاهدة غنجة في 1735.